# Sparrenwoude
Villa Sparrenwoude  is een gemeentelijk monument in het prins Hendrikpark van Baarn in de provincie Utrecht. 
De villa aan de Prins Bernhardlaan is tussen 1885-1890 gebouwd. Opvallend aan het gebouw zijn de frontons en het decoratieve latwerk. Naast sommige ramen zijn nissen aangebracht. De bouwstijl doet denken aan de villa's Primrose en Nova Bernège op Bernhardlaan 3 en 5. Door het sauzen van de muren zijn de verschillende kleuren steen niet meer zichtbaar. 
Tot de gebruikers en bewoners van het pand behoorde ook het architectenbureau van David Zuiderhoek (tot 1984).